# Ансельмо Читтеріо
Ансельмо Читтеріо (італ. Anselmo Citterio, 19 травня 1927 — 2 жовтня 2006) — італійський велогонщик.
Срібний призер Олімпійських Ігор 1948 року в командній гонці переслідування.